# Acianthera fockei
Acianthera fockei  es una especie de orquídea. Es originaria de Roraima, Pará, Amazonas y Mato Grosso en Brasil, también en Guyana, Surinam y Venezuela, anteriormente dependiente del género Pleurothallis.

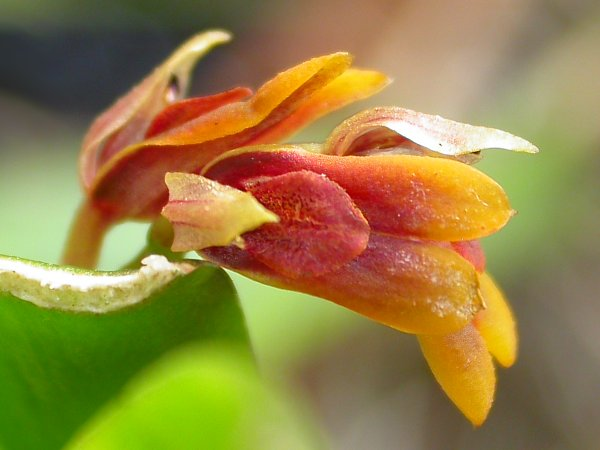
Vista de la flor

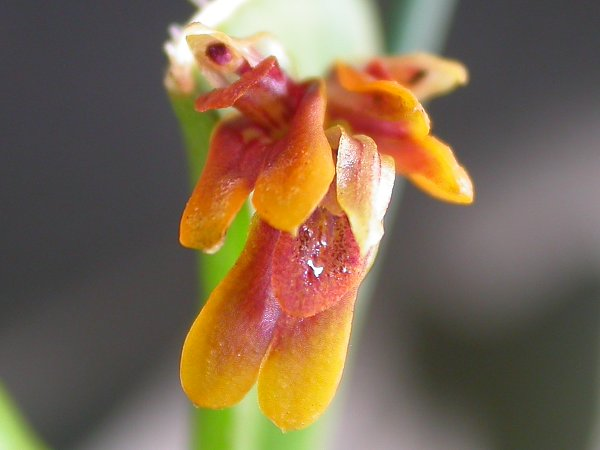
Flor

## Descripción
Es una orquídea de tamaño mediano, con tallos de aproximadamente el mismo tamaño de las hojas, éstas son lanceoladas, y se encuentra en lugares con mucha luz, de color púrpura. La inflorescencia es corta con cerca de tres flores multicolores de diferentes colores, con predominio del color verde, naranja y ocre. Es fácilmente identificable por las flores de la planta con sépalos que se mantienen mucho más tiempo que los otros segmentos, son espesos, anchos y planos en el extremo, dando la apariencia de la flor de moscas descansando en la hoja. La parte final del labelo es ancho y plano.

## Taxonomía
Acianthera fockei fue descrita por (Lindl.) Pridgeon & M.W.Chase   y publicado en Lindleyana 16(4): 243. 2001.
Etimología
Acianthera: nombre genérico que es una referencia a la posición de las anteras de algunas de sus especies.
fockei: epíteto otorgado en honor del botánico Hendrik Charles Focke.
Sinonimia
- Humboltia fockei (Lindl.) Kuntze
- Pleurothallis fockei Lindl.
- Pleurothallis tricarinata H.Focke[3][4]